# سرج الدراجة الهوائية

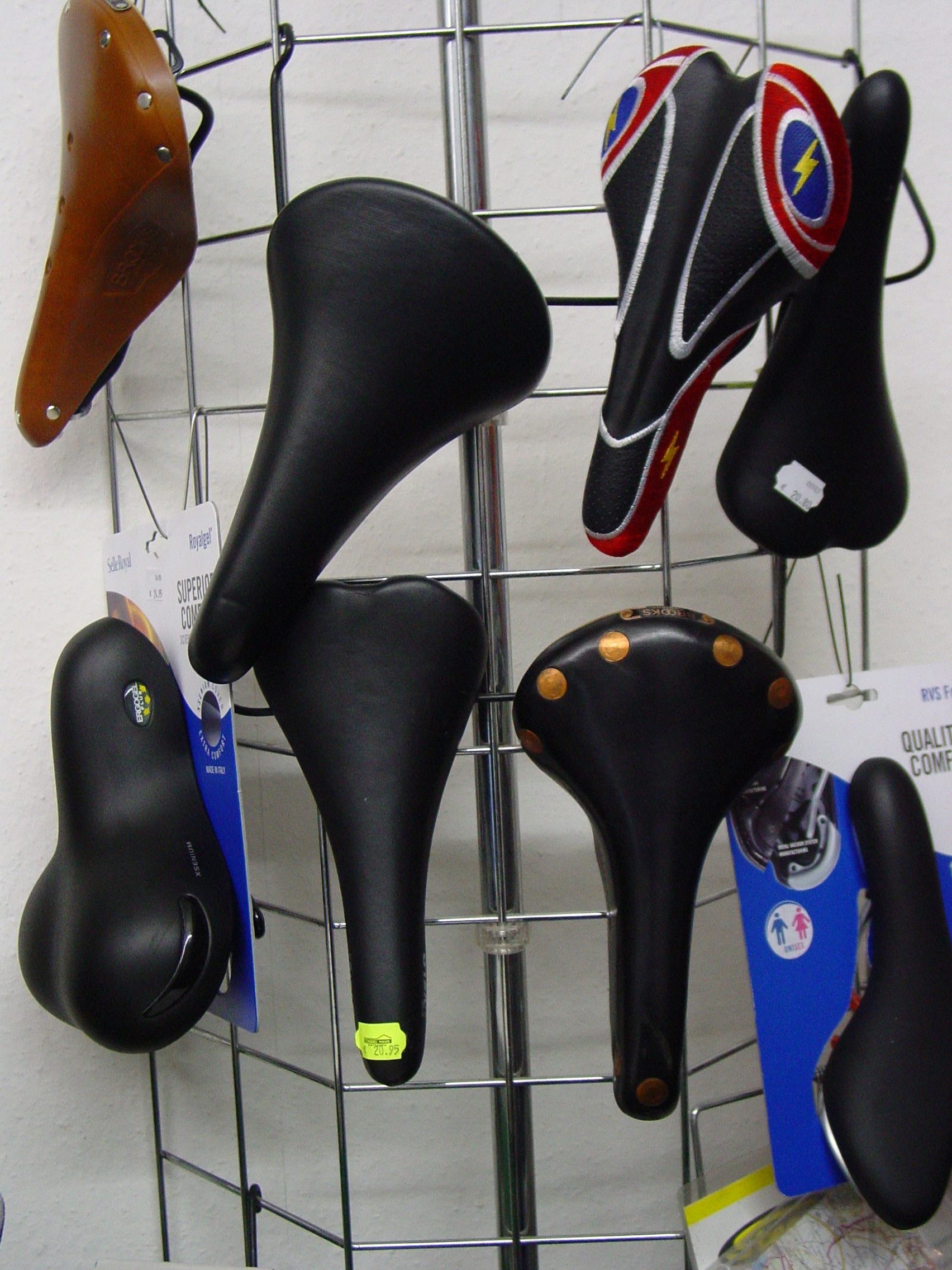
أنواع مختلفة من سروج الدراجات الهوائية

سرج الدراجة الهوائية هو المقعد الذي يجلس عليه الدّرّاج.
عادة ما يتم ربط سرج الدراجة بمقعد الأمان (Seatpost)، ويمكن عادة تعديل ارتفاع السرج عن طريق تصغير المقعد داخل وخارج أنبوب المقعد.

## مشاكل
تم تحديد المشاكل المتعلقة بالسرج التي تنتج عن استخدامه لفترات طويلة، كما هو الحال في خدمات الشرطة. حيث يسبب الضغط في منطقة العجان: التهاب الجريبي، والدمل، والوذمة اللمفية، وتهييج الجلد.

## معرض صور

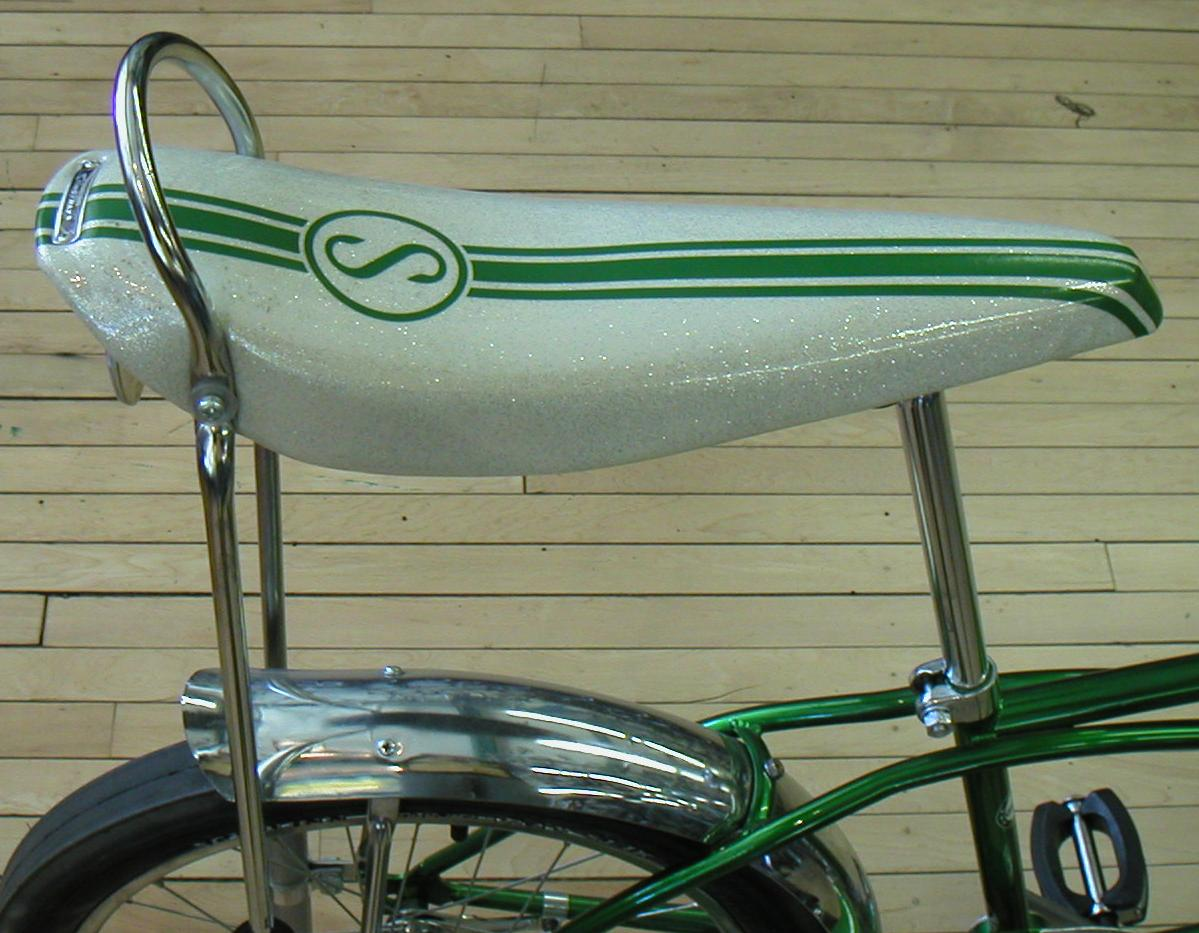
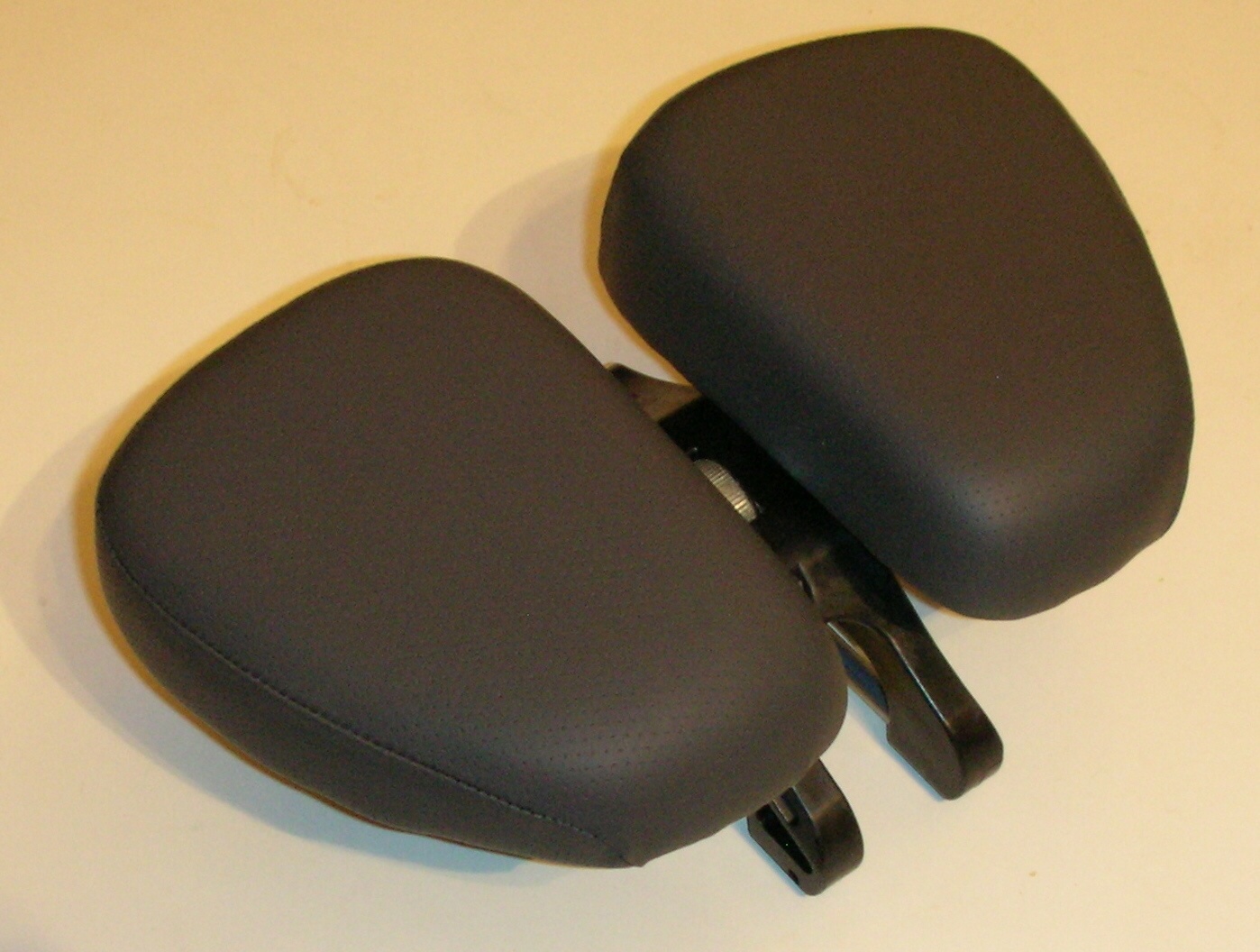
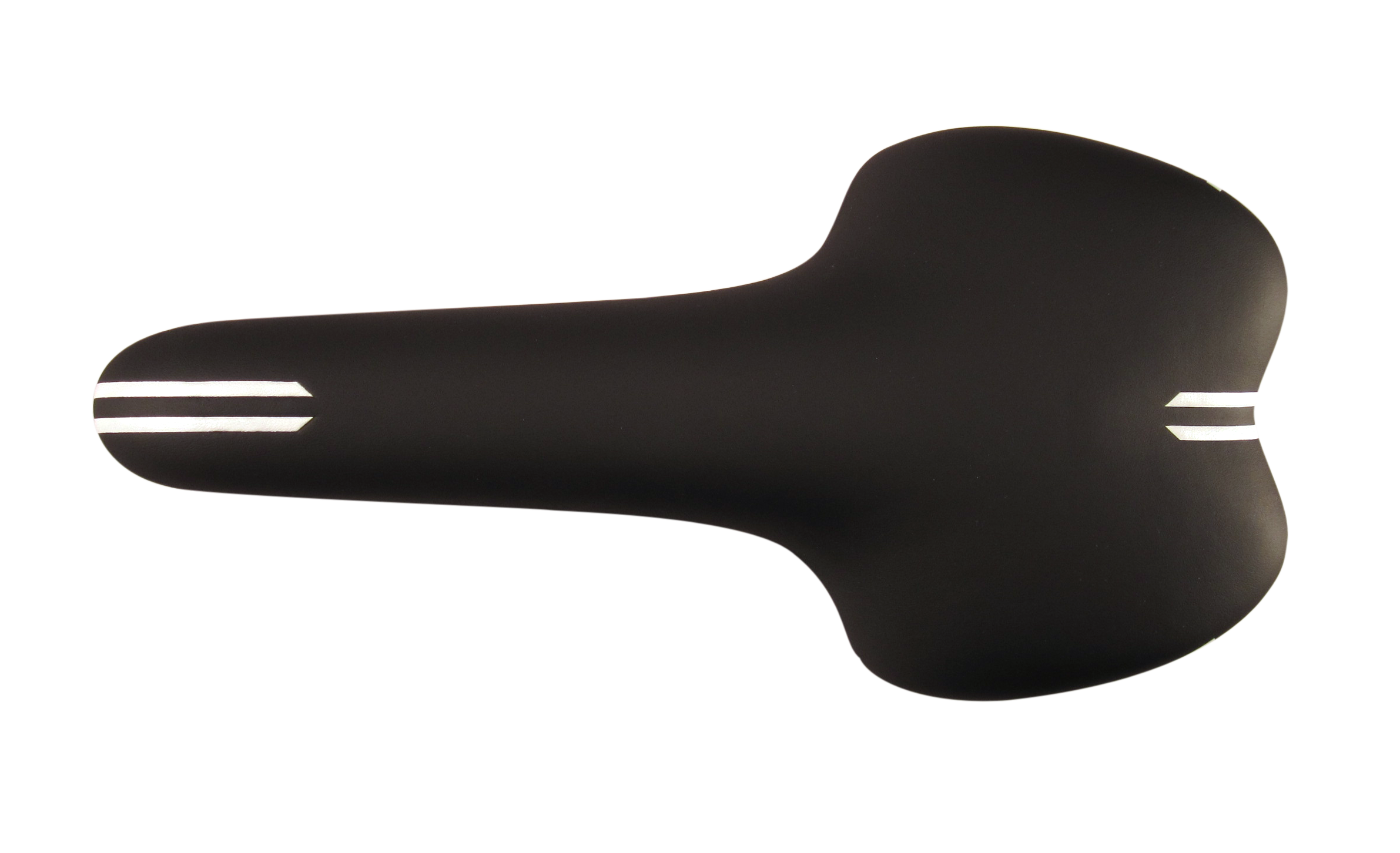

## روابط خارجية
- Bicycle Saddles and Reproductive Health
- Cycling performance tips: choosing and adjusting your saddle